# Peter Lambeck
Peter Lambeck (più noto come Lambeccius o Lambecius; Amburgo, 13 aprile 1628 – Vienna, 4 aprile 1680) è stato un filologo, bibliotecario e critico letterario tedesco.

## Biografia
Dopo gli studi primari con istitutori privati e al Johanneum, nel 1644 andò al ginnasio dove subì l'influenza di Friedrich Lindenborg e soprattutto di Luca Olstenio. Quest'ultimo, importante filologo classico, era fratello di sua madre: riconobbe subito le doti del nipote, e instaurò con lui una attiva corrispondenza.
Su consiglio dello zio nel 1645 Peter si recò nei Paesi Bassi per continuare gli studi nell'Università di Amsterdam; qui entrò in contatto con molti studiosi, specialmente col filologo Gerardus Vossius. Lasciò più tardi i Paesi Bassi per volontà dello zio e andò a Parigi, dove la parentela col celebre Olstenio, così come le proprie capacità, gli permisero di frequentare gli intellettuali più famosi del tempo. Ricevette la laurea in Giurisprudenza alla Sorbona. Terminati gli studi, fece un viaggio di istruzione attraverso la Francia e l'Italia e trascorse due anni a Roma; qui, con la guida dello zio, che era divenuto bibliotecario papale ad interim, intraprese ricerche classiche e storiche. Nel 1647, all'età di soli diciannove anni venne pubblicato un suo lavoro erudito sulle Notti Attiche di Aulo Gellio gli aveva procurato già l'approvazione del pubblico dotto di Parigi. Ritornato ad Amburgo, nel 1652 fu nominato professore di storia al ginnasio, e nel 1664 divenne rettore. Il successo gli aveva procurato nel frattempo numerosi nemici;  in conseguenza del suo matrimonio sfortunato, essendo stato accusato oltretutto di "ateismo", decise di lasciare l'incarico al ginnasio di Amburgo, lasciare il paese e ritornare a Roma. A Roma ottenne presto il favore di papa Alessandro VII, fu ammesso nella cerchia di Cristina di Svezia, ed entrò nella Chiesa cattolica.
Per assicurarsi una posizione economica stabile si recò a Vienna, dove il 26 maggio 1663 l'imperatore Leopoldo I lo nominò "bibliotecario e storiografo di corte". Come direttore della Biblioteca Imperiale di Vienna si dedicò alacremente soprattutto alla preparazione dei cataloghi ("Commentariorum de Bibliotheca Caesarea Vindobonensi libri VIII", 1865-79, ristampato poi da Kollár, 1766-82). Questi cataloghi hanno anche oggi grande valore soprattutto per il contributo alla nostra conoscenza della lingua e della letteratura tedesca antica. Di grande importanza, per la storia della letteratura, il suo "Prodromus Historiae literariae", (Amburgo, 1659) di cui una seconda edizione ampliata fu pubblicata da Johann Albert Fabricius nel 1710, con uno schizzo biografico dell'autore pubblicato separatamente ad Amburgo nel 1724. Il Prodromus fu la prima storia della letteratura organizzata i ordine cronologico. Lambeck pubblicò anche altri lavori fra cui una storia della sua città natale in due volumi, e ricerche sulla storia dell'Impero Bizantino pubblicando fra l'altro per la prima volta le opere di Giorgio Codino.